# Ryōma Yamamoto
Ryōma Yamamoto (山本 凌雅?, Yamamoto Ryōma; 14 luglio 1995) è un triplista giapponese.

## Palmarès
| Anno | Manifestazione      | Sede    | Evento       | Risultato | Prestazione | Note |
| ---- | ------------------- | ------- | ------------ | --------- | ----------- | ---- |
| 2014 | Mondiali U20        | Eugene  | Salto triplo | 7º        | 15,89 m     |      |
| 2014 | Giochi asiatici     | Incheon | Salto triplo | 8º        | 15,70 m     |      |
| 2017 | Mondiali            | Londra  | Salto triplo | 29º (q)   | 16,01 m     |      |
| 2017 | Universiadi         | Taipei  | Salto triplo | Bronzo    | 16,80 m     |      |
| 2019 | Campionati asiatici | Doha    | Salto triplo | 7º        | 16,04 m     |      |